# Mario Kassar
Pour les articles homonymes, voir Kassar.
Mario Kassar, né le 10 octobre 1951 à Beyrouth (Liban), est un producteur américain.
Son nom est associé à Andrew G. Vajna dans la production de gros succès que ce soit Rambo, Terminator 2, Basic Instinct ou The Doors.

## Biographie
Mario Kassar est né le 10 octobre 1951 à Beyrouth, au Liban. Comme lui, son père était également un producteur de film indépendant. Kassar est d'origine libanaise et italienne. 
À l'âge de 15 ans, Kassar avait acheté plusieurs films italiens et français pour les distribuer en Extrême-Orient.
Kassar a rencontré Andrew G. Vajna au Festival de Cannes de 1975. Un an plus tard, Kassar et Vajna fondèrent Carolco Pictures. Carolco est un nom qu’ils ont emprunté à une ancienne entreprise basée au Panama. « Nous venons d'acheter le nom », a déclaré plus tard Kassar à Entertainment Weekly. « Cela ne signifie rien. »
Le premier film entre Kassar et Vajna était The Sicilian Cross, un film italien de 1976 dans lequel jouait Roger Moore. Ils ont acheté les droits du film pour 130 000 dollars. Kassar s'est envolé pour l'Asie et l'a vendu pour 220 000 dollars. Au début des années 1980, Vajna et Kassar avaient acheté un petit bureau situé dans Melrose Avenue. Leurs bureaux se faisaient face dans le bureau et l'épouse de Vajna et la petite amie de Kassar étaient leurs secrétaires. Kassar et Vajna ont été producteurs exécutifs de The Changeling (1980), The Amateur (1981) et Escape to Victory (1981). Ce dernier film marque la première fois que Kassar et Vajna travaillent avec Sylvester Stallone.

## Filmographie

### Cinéma
- 1980 : L'enfant du diable (The Changeling) de Peter Medak
- 1981 : À nous la victoire (Victory) de John Huston
- 1981 : L'Homme de Prague (The Amateur) de Charles Jarrott
- 1982 : La malédiction de la sorcière (Superstition) de James W. Roberson
- 1982 : Rambo (First Blood) de Ted Kotcheff
- 1985 : Rambo 2 : La Mission (Rambo: First Blood Part II) de George Pan Cosmatos
- 1987 : Angel Heart de Alan Parker
- 1987 : Extreme Prejudice de Walter Hill
- 1988 : Rambo 3 (Rambo III) de Peter MacDonald
- 1988 : Double détente (Red Heat) de Walter Hill
- 1989 : M.A.L., mutant aquatique en liberté (DeepStar Six) de Sean S. Cunningham
- 1989 : Johnny Belle Gueule (Johnny Handsome) de Walter Hill
- 1990 : Aux sources du Nil (Mountains of the Moon) de Bob Rafelson
- 1990 : Total Recall de Paul Verhoeven
- 1990 : Air America de Roger Spottiswoode
- 1990 : Y a-t-il un exorciste pour sauver le monde ? (Repossessed) de Bob Logan
- 1990 : Le seul témoin (Narrow Margin) de Peter Hyams
- 1990 : L'Échelle de Jacob (Jacob's Ladder) de Adrian Lyne
- 1991 : L.A. Story de Mick Jackson
- 1991 : The Doors d'Oliver Stone
- 1991 : Terminator 2 : Le Jugement dernier (Terminator 2 : Judgement Day) de James Cameron
- 1991 : Rambling Rose de Martha Coolidge
- 1992 : Light Sleeper de Paul Schrader
- 1992 : Basic Instinct de Paul Verhoeven
- 1992 : Universal Soldier de Roland Emmerich
- 1992 : Chaplin de Richard Attenborough
- 1993 : Cliffhanger : Traque au sommet (Cliffhanger) de Renny Harlin
- 1993 : Entre ciel et terre (Heaven and Earth) d'Oliver Stone
- 1994 : Stargate, la porte des étoiles (Stargate) de Roland Emmerich
- 1995 : Le dernier Cheyenne (Last of the Dogmen) de Tab Murphy
- 1995 : Showgirls de Paul Verhoeven
- 1995 : L'Île aux pirates (Cutthroat Island) de Renny Harlin
- 1997 : Lolita d'Adrian Lyne
- 2002 : Espion et demi (I Spy) de Betty Thomas
- 2003 : Terminator 3 : le soulèvement des machines (Terminator 3: Rise of the Machines) de Jonathan Mostow
- 2006 : Basic Instinct 2 de Michael Caton-Jones
- 2009 : Terminator Renaissance  (Terminator Salvation) de McG
- 2019 : Z de David McElroy
- 2019 : Foxtrot Six de Randy Korompis

### Télévision
- 2008 : Terminator : Les Chroniques de Sarah Connor (Terminator: The Sarah Connor Chronicles) (série télévisée) de Josh Friedman